# Thaiba
Thaiba – gaun wikas samiti w środkowej części Nepalu w strefie Bagmati w dystrykcie Lalitpur. Według nepalskiego spisu powszechnego z 2001 roku liczył on 1323 gospodarstw domowych i 6308 mieszkańców (3057 kobiet i 3251 mężczyzn).